# Ama Ata Aidoo
Ama Ata Aidoo, nata Christina Ama Aidoo (Saltpond, 23 marzo 1942 – 31 maggio 2023), è stata una poetessa, drammaturga e politica ghanese.
È stata ministro della Pubblica Istruzione sotto l'amministrazione Jerry Rawlings . Nel 2000 ha fondato la Mbaasem Foundation per promuovere e sostenere il lavoro delle scrittrici africane.

## Biografia
Aidoo nacque il 23 marzo 1942 a Saltpond nella regione centrale del Ghana . Alcune fonti tra cui Megan Behrent, Brown University e Africa Who's Who hanno dichiarato che è nata il 31 marzo 1940. Aveva un fratello gemello, Kwame Ata.
È cresciuta in una famiglia reale Fante, figlia di Nana Yaw Fama, capo di Abeadzi Kyiakor, e Maame Abasema. È cresciuta in un periodo di rinascita del neocolonialismo britannico nella sua terra natale. Suo nonno è stato assassinato dai neocolonialisti, il che ha portato l'attenzione di suo padre sull'importanza di educare i bambini e le famiglie del villaggio sulla storia dell'epoca. Questo lo ha portato ad aprire la prima scuola nel loro villaggio e ha influenzato Aidoo a frequentare la Wesley Girls 'High School, dove ha deciso per la prima volta che voleva diventare una scrittrice.

### Formazione scolastica
Aidoo ha frequentato la Wesley Girls' Senior High School a Cape Coast, dal 1961 al 1964. Dopo il liceo, si è iscritta all'Università del Ghana, Legon dove ha conseguito il Bachelor of Arts in inglese e ha anche scritto la sua prima opera teatrale, The Dilemma of a Ghost, nel 1964. L'opera fu pubblicata da Longman l'anno successivo, rendendo Aidoo la prima drammaturga donna africana pubblicata.

### Carriera
Ama è stata nominata ministro dell'Istruzione sotto il Consiglio di difesa nazionale provvisorio nel 1982. Si è dimessa dopo 18 mesi, rendendosi conto che non sarebbe stata in grado di raggiungere il suo obiettivo di rendere l'istruzione in Ghana liberamente accessibile a tutti. Lei ha ritratto il ruolo delle donne africane nella società contemporanea nei suoi romanzi, e affermato che l'idea del nazionalismo è stata utilizzata dai leader recenti come mezzo per mantenere le persone oppresse. Ha criticato quegli africani alfabetizzati che professano di amare il loro paese ma sono sedotti dai benefici del mondo sviluppato. Crede in una distinta identità africana, che vede da una prospettiva femminile.
Ha lavorato negli Stati Uniti, dove ha tenuto una borsa di studio in scrittura creativa presso la Stanford University, in California .  Ha anche lavorato come ricercatrice presso l'Institute of African Studies, Università del Ghana, e come docente di inglese presso l'Università di Cape Coast, arrivando infine alla posizione di professore.

## Opere selezionate
- Il dilemma di un fantasma (opera teatrale), Accra: Longman, 1965. New York: Macmillan, 1971.
- Anowa (un'opera teatrale basata su una leggenda ghanese), London: Longman, 1970. New York: Umanistiche Press, 1970.
- Nessuna dolcezza qui: una raccolta di racconti, Longman, 1970.
- Our Sister Killjoy: or Reflections from a Black-eyed Squint (romanzo), Longman, 1977.
- Qualcuno che parla con qualche volta (una raccolta di poesie), Harare: College Press, 1986.
- L'aquila e le galline e altre storie (per bambini), Tana Press, 1986.
- Uccelli e altre poesie, Harare: College Press, 1987.
- An Angry Letter in January (poesie), Dangaroo Press, 1992.
- Cambiamenti: una storia d'amore (romanzo), The Women's Press, 1991.
- La ragazza che può e altre storie, Heinemann African Writers Series, 1997.
- Sterline diplomatiche e altre storie, Ayebia Clarke Publishing, 2012.